# Monte Verruca
Il monte Verruca è una montagna dell'Appennino tosco-emiliano (879 s.l.m), situato in Mugello.
È raggiungibile dalla frazione di Gattaia del comune di Vicchio. Dal monte Verruca si può raggiungere il Monte Castellina, sul quale è stato costruito un piccolo rifugio.

## Storia
Nel 1944 la sommità del monte Verruca fu sede di un distaccamento di partigiani. 
In questa zona, presso il monte Verruca, il monte Altuzzo e il monte Pratone dal 13 settembre 1944 al 17 settembre dello stesso anno, operò la Quinta Armata americana, al comando del generale Mark Wayne Clark che, dopo aspri combattimenti contro i soldati tedeschi, aprì un varco nella Linea Gotica presso il Passo del Giogo